# Lauren Ellis
Lauren Ellis (Ashburton, 19 de abril de 1989) es una deportista neozelandesa que compitió en ciclismo en la modalidad de pista, especialista en las pruebas de persecución por equipos y puntuación.
Ganó tres medallas en el Campeonato Mundial de Ciclismo en Pista, en los años 2009 y 2010.
Participó en dos Juegos Olímpicos de Verano en la prueba de persecución por equipos, ocupando el quinto lugar en Londres 2012 y el cuarto lugar en Río de Janeiro 2016.

## Medallero internacional
| Campeonato Mundial | Campeonato Mundial   | Campeonato Mundial | Campeonato Mundial      |
| Año                | Lugar                | Medalla            | Competición             |
| ------------------ | -------------------- | ------------------ | ----------------------- |
| 2009               | Pruszków (Polonia)   | Medalla de plata   | Persecución por equipos |
| 2010               | Ballerup (Dinamarca) | Medalla de plata   | Puntuación              |
| 2010               | Ballerup (Dinamarca) | Medalla de bronce  | Persecución por equipos |